# Mafia III
Mafia III è un videogioco action-adventure del 2016, sviluppato da Hangar 13 e pubblicato da 2K Games per PlayStation 4, Xbox One e Microsoft Windows. Si tratta del terzo capitolo della serie di videogiochi Mafia.

## Trama
Il gioco è ambientato a New Bordeaux (controparte fittizia di New Orleans) nel 1968 e tratta le vicende di Lincoln Clay: un ragazzo afro-americano (in realtà di etnia mista) che dopo essere stato abbandonato dalla madre ed aver vissuto in un orfanotrofio, entra a far parte della mafia nera del Sud, comandata da Sammy Robinson, che, insieme al figlio Ellis, diventano per Lincoln rispettivamente un padre e un fratello adottivo.
Dopo che Lincoln torna dalla Guerra del Vietnam (dove ha combattuto in fanteria e nelle Forze Speciali) scopre che Sammy ha diversi debiti;  gli haitiani hanno devastato le sue attività impedendo a Sammy di pagare la mafia italiana, capeggiata da Salvatore "Sal" Marcano, che per permettere a Sammy di risanare i debiti, propone a Lincoln di rapinare la Louisiana Federal Reserve insieme al figlio, Giorgi. Dopodiché Marcano propone a Lincoln di eliminare Sammy per prendere il controllo della mafia nera del Sud, comandando Delray Hollow, ricevendo un netto rifiuto.
Dopo che alcuni haitiani - capeggiati da Baka, il loro leader attuale - irrompono nel locale di Sammy mentre Lincoln sta servendo della zuppa ad alcuni suoi compagni, Lincoln desidera risolvere i problemi che affliggono Sammy. Si reca nel Bayou, con l'intento di uccidere Baka. Dopo avergli spezzato il collo, fa la sua comparsa una donna in lacrime, che afferma che Baka abusava di lei e la trattava come una schiava.
Lincoln, Giorgi, Ellis e Danny Burke - figlio del meccanico e contrabbandiere irlandese, Thomas Burke - riescono a rapinare la banca nazionale della Louisiana, ma quando Marcano e i suoi uomini si presentano al bar di Sammy per dividere i guadagni, improvvisamente Giorgi spara in testa a Lincoln. Dopodiché Marcano e i suoi uccidono tutti gli altri, tra cui Sammy, Ellis e Danny mentre Lincoln, inerme ma vivo, può soltanto stare a guardare.
Giorgi dà fuoco al locale e Lincoln viene salvato da Padre James, il prete del French Ward e amico di Sammy e Lincoln. James riabilita in segreto il ragazzo, che non appena riprende conoscenza, chiede di chiamare John Donovan, un ex agente della CIA che faceva da supervisore per Lincoln quando era nelle Forze Speciali in Vietnam, con il quale deciderà di eliminare Sal Marcano e tutta la sua famiglia prendendo il controllo della città, avvalendosi dell'aiuto di altri criminali desiderosi di controllarla: Thomas Burke, Cassandra, la donna haitiana che aveva finto di piangere dopo l'assassinio di Baka da parte di Lincoln, per assicurarsi che non sospetti di lei (proprio per questo motivo non si fida di Lincoln); e Vito Scaletta (esiliato da Empire Bay dopo gli eventi di Mafia II e diventato - apparentemente - uomo di Marcano). Thomas Burke e sua figlia Nicki vogliono vendicarsi di Marcano per la morte di Danny; Cassandra vuole sbarazzarsi dei Marcano per poter gestire al meglio la mafia haitiana, dopo la morte di Baka avvelendosi dell'aiuto del suo luogotenente haitiano Emmanuel Lazare; Vito Scaletta abbandona l'affiliazione alla famiglia Marcano perché secondo lui, prima o poi, quest'ultimo lo avrebbe tradito, come ha fatto con Lincoln, quindi progetta di aiutare Lincoln ad uccidere il suo ex boss, avvalendosi dell'aiuto di Alma Diaz, la sua luogotenente cubana. Comunque, mentre le motivazioni di Burke, Scaletta e Cassandra sono chiare, quelle di Donovan sono più misteriose.
Negli intervalli tra le missioni principali, la storia viene spiegata da una sorta di documentario che comprende una intervista a Padre James, e la registrazione video di una udienza del Senato che tratta del ruolo di Donovan nell'ascesa al potere di Lincoln.
Lincoln intende strappare la città a Marcano, servendosi dell'aiuto dei suoi tre generali. Inizia conquistando alcuni racket nell'Hollow, spostandosi poi ad altri quartieri ben più benestanti. Dopo aver fatto ciò, si reca al Baron Samedì, un Luna Park dove uccide Ritchie Doucet, un luogotenente di Sal, impiccandolo sulla ruota panoramica. 
Recatosi ad Irish Point - zona abitata da Irlandesi nel quartiere di Point Verdun - aiuta Thomas Burke a conquistare il quartiere, uccidendo Roman "il Macellaio" Barbieri.
A River Row libera Scaletta da un avamposto mafioso degli uomini di Marcano, aiutandolo a catturare Michael Grecco - ex affiliato alla famiglia Marcano - per farsi dire dove risiede quest'ultimo; Vito gli rompe il cranio con una chiave inglese.
Guadagnato il rispetto di Cassandra, Thomas e Vito, Lincoln assegna Delray Hollow, Point Verdun e River Row ai rispettivi generali dopo una riunione da nord-est del Bayou Fantom. Man mano che altri quartieri cadono sotto il controllo di Lincoln, il giocatore può scegliere a quale generale affidare ciascuna zona; se un alleato non riceve nuovi territori per un certo periodo di tempo, dichiarerà guerra a Lincoln. 
Da qui, Lincoln risale la catena di comando della famiglia Marcano, grazie alle informazioni di Donovan.
Creata la sua organizzazione, Lincoln uccide gli aiutanti di Marcano, cominciando da Tony Derazio, un contabile che ricicla denaro sporco per il boss, risiedente a Downtown. Lincoln lo butta dal piano più alto del grattacielo da cui manovrava gli affari monetari della città; il suo corpo cade su un'auto giunta coi rinforzi precedentemente allarmati da Derazio.                                            Il prossimo bersaglio di Lincoln è Frank Pagani, il contrabbandiere responsabile dei racket di Tickfow Harbor, fedele a Tommy Marcano; Lincoln lo segue su di un'auto, bucandone le gomme delle ruote. Cerca di farsi rivelare la posizione del suo capo e del nuovo affiliato di Marcano, il cubano Alvarez (il quale verrà liberato da Lincoln e portato da Padre James, che lo aiuta a fuggire in Nuovo Messico), ma Pagani muore. Sarà solo successivamente che Donovan informerà Lincoln circa la posizione di Tommy Marcano, il quale verrà abbandonato alle fiamme dopo aver provato a bruciare Lincoln; il tutto avviene in una struttura dove avvengono incontri di pugilato, a Southdowns. Dopo aver eliminato il fratello di Sal, Lincoln si reca a Barclay Mills, dove viene a sapere che un vecchio amico di Sammy, Enzo Conti, ha tradito i Marcano per aver ucciso il padre adottivo di Lincoln. Insieme a Conti, Lincoln fa esplodere una cava e semina i mafiosi armati.
Intanto Sal Marcano progetta di legittimare gli affari della famiglia istituendo un casinò (lo stesso di cui parlava Grecco sotto tortura); le spese sono pagate con denaro contraffatto e il progetto è supportato da Remy Duvall, noto affarista e conduttore del programma radiofonico "Figli della Patria" nonché suprematista bianco, e lo "Zio" Lou Marcano. Lincoln uccide Lou nel Bayou Fantom, dopo aver fatto esplodere la sua nave, uccidendo tutti gli uomini al suo interno liberando il French Ward dall'influenza dei Marcano, dopo averne conquistato i racket. Successivamente, Lincoln rintraccia Duvall a Frisco Fields, annienta Unione Sudista e lo appende ad una croce che brucia, mentre teneva un discorso in un luogo appartato.               
Così facendo, Lincoln mette in cattiva luce l'alleata di Remy Duvall, Olivia Marcano. Lincoln si infiltra nella sua villa, droga il vino da servire agli invitati per il funerale di Duvall e la ferisce; ma Olivia viene uccisa da Giorgi per impedirle di parlare.
A questo punto, Sal assolda il sicario Nino Santangelo, incaricandolo di uccidere Lincoln nel French Ward, promettendogli in cambio di lasciargli spacciare liberamente eroina nel quartiere: dopo una rappresaglia, Lincoln uccide Santangelo e i suoi scagnozzi, conficcandogli un coltello in gola. Sal riunisce tutti gli uomini rimasti al casinò in costruzione per l'ultima resistenza e Lincoln va a chiudere i conti: prima uccide Giorgi e poi affronta Sal nel suo ufficio. Sal chiede scusa a Lincoln, sostenendo che voleva solo proteggere il figlio e non desiderava la strage. Dopo aver bevuto insieme a Lincoln, Sal, pentito, lascia che il ragazzo decida il suo destino: se il giocatore preme il pulsante di azione, Lincoln lo pugnalerà e lo butterà fuori dalla finestra; se il giocatore aspetta senza premere, dopo un certo periodo di tempo, Sal si suiciderà con un colpo di pistola.
Uscito dal casinò, Lincoln incontra il mafioso italiano Leo Galante, un tempo protettore di Vito Scaletta; Galante è arrivato per conto della Commissione, poiché Marcano era sotto il loro comando; Lincoln spiega che la sua guerra contro i Marcano era una faida personale e non ha intenzione di andare oltre; Galante accetta l'offerta di pace a condizione che Lincoln onori il vecchio accordo tra Sal e la Commissione: inviarle il 20% dei guadagni. Ora Lincoln deve scegliere cosa fare della sua vita: Padre James gli consiglia di lasciare New Bordeaux e il crimine alle sue spalle; Donovan lo spinge a sbarazzarsi di Burke, Scaletta e Cassandra per comandare da solo; l'ultima alternativa è guidare il crimine organizzato con i tre alleati come luogotenenti. Il giocatore può compiere liberamente una di queste scelte, che determinano il finale:
1. Nel primo caso, Lincoln sparisce per non essere più visto in pubblico, mandando di tanto in tanto cartoline a Padre James da diversi posti del mondo; il suo generale che ha più distretti controllerà la città.
2. Nel secondo caso, Lincoln si sbarazza dei 3 luogotenenti e prende il controllo diretto della malavita, ma verrà ucciso con una bomba in auto da Padre James, pentitosi di averlo salvato.
3. Nel terzo caso; Lincoln condivide il potere con i 3 luogotenenti e riesce a espandere la sua influenza nel Sud degli Stati Uniti; si costruirà una immagine di filantropo, ma sarà disprezzato pubblicamente da Padre James.

Dopo i titoli di coda, una scena mostra l'ultima parte dell'udienza del Senato e la fine della testimonianza di John Donovan; Donovan rivela che il suo obiettivo segreto era colpire Salvatore Marcano per aver partecipato alla cospirazione che portò all'assassinio di John Fitzgerald Kennedy; tra i documenti di Sal, l'ex agente C.I.A. ha trovato informazioni sugli altri componenti, tra cui il presidente della commissione che lo ascolta, il senatore democratico della Louisiana, Richard Blake; Donovan uccide il senatore con una pistola silenziata nascosta e dichiara che rintraccerà tutti i responsabili dell'attentato per ucciderli, lasciando i presupposti per un seguito.

### Più veloce, dolcezza!
Mafia III: Più veloce, dolcezza! (Faster, baby!) è la prima espansione del gioco, pubblicata nel 2017.
Il DLC vede come protagonista Lincoln Clay, che questa volta si reca a Sinclair Parish, una cittadina rurale a sud-ovest di Bayou Fantom, per aiutare l'amico Charles Laveau e sua figlia Roxy nella loro guerra a Walter "Slim" Beaumont, sceriffo cittadino razzista che non rispetta i diritti civili dei neri uccidendoli per le strade a tarda notte al fine di mantenere bianca la comunità di Sinclair; Slim è un suprematista bianco e ha contatti con l'Unione Sudista, che sostiene pienamente le sue attività e finanzia la sua campagna per la rielezione.
Dopo che Slim ha ucciso Ezekiel Dandridge, alleato dei Laveau che ha raccolto le prove che incriminano Slim, vicino alla parrocchia di Sinclair, Lincoln viene al complesso di Laveau, da dove questi organizza le sue operazioni, e viene mandato per le strade assieme alla figlia Roxy per conoscere la città, ma la coppia viene presto inseguita da alcuni agenti dello sceriffo per il crimine di essere semplicemente neri. Ora che Lincoln conosce la città Laveau manda lui e Roxy a rubare le prove di Slim: Lincoln riesce con successo a prenderle e a tornare al complesso. Qui inoltre conosce Mitch "M.J." Decosta, pusher ed erborista bianco che collabora con i Laveau.
Tutti si rendono presto conto che lo sceriffo ha già iniziato a contrastare l'anno di lavoro che Laveau ha impiegato per fermare Slim: molti dei testimoni sono scomparsi e lo sceriffo ha chiuso la parrocchia cittadina, assicurandosi che nessuno esca da lì. Roxy, Lincoln e M.J. preparano rapidamente un piano: Roxy e Lincoln useranno la nightcrawler di Roxy per seminare caos in città, distraendo il dipartimento dello sceriffo abbastanza a lungo da permettere a M.J. di mettere in salvo i restanti testimoni. Il piano riesce, ma Slim coglie di sorpresa Lincoln mentre torna al complesso a prendere le prove; Roxy però cecchina le guardie di Slim e libera Lincoln dalle catene. Roxy e Lincoln inseguono Slim per tutta la città fino a farlo schiantare, ma alla fine decidono di denunciarlo ai federali piuttosto che ucciderlo: il criminologo Jonathan Maguire racconta di come Slim sia stato giudicato colpevole di aver violato i diritti civili e condannato a 15 anni di carcere, ma ne scontò 12, e che poi fu ucciso nel 1981 con dei colpi di arma da fuoco.
Più tardi Lincoln va a trovare Roxy al complesso e trascorrono una serata romantica insieme, poi Lincoln aiuta la parrocchia di Sinclair con alcuni problemi finanziari riscontrati dopo l'arresto dello sceriffo. Prima di tornare a New Bordeaux Lincoln aiuta M.J. con la sua attività di erborista, prelevando erbe e piantandole, per poi venderle e aiutare M.J. a far andare avanti la sua impresa.

### Questioni in sospeso
Mafia III: Questioni in sospeso (Stones unturned) è la seconda espansione, pubblicata nel 2017.
Il DLC vede come protagonisti Lincoln Clay (unico personaggio giocante) e il suo vecchio amico della CIA John Donovan, i quali uniscono le loro forze per sconfiggere Connor Aldridge, ex collega di Donovan che nel 1960 lo ha quasi ucciso in Vietnam dopo che Donovan aveva scoperto che Aldridge stava aiutando l'NVA, nemico giurato degli Stati Uniti d'America, in un momento di guerra, e intercettato uno dei suoi contatti di nome Trong.
Nel 1968 Aldridge si presenta a New Bordeaux mentre cerca di rintracciare un'arma nucleare di fabbricazione russa che si trovava a bordo di un aereo cargo cubano quando cadde durante una tempesta: la CIA ha chiamato questo incidente "Devotchka" e ha cercato l'aereo abbattuto per un anno prima di dichiararlo disperso in mare e chiudere il caso. L'equipaggio, formato da quattro uomini, è stato salvato e due di loro sono stati prelevati dalla marina statunitense e portati a New Bordeaux, dove sono stati interrogati dalla CIA; uno di questi uomini, Horatio Balmana, che da allora lavorava come barista in un ristorante cubano nel French Ward, fu rintracciato e torturato da Aldridge per farsi rivelare la posizione di Pedro Pan, un membro della safe house della CIA situata a Bayou Fantom. Lincoln e Donovan si mettono in contatto con un cacciatore di taglie ed ex agente della CIA di nome Robert Marshall e interrogano l'unico sopravvissuto al massacro nel ristorante cubano da parte di Aldridge, e vengono a sapere che Aldridge ha assoldato un esercito di mercenari cubani comunisti e che ora si trova alla CIA Safe House, che ripuliscono; tuttavia non riescono a impedire a Aldridge di rubare delle informazioni riservate sul Devotchka, il cui carico era l'arma nucleare russa che da tempo Aldridge cercava. Lincoln e Donovan rintracciano poi un sopravvissuto allo schianto che si era stabilito a Frisco Fields e, salvandolo dai mercenari di Aldridge, vengono a scoprire che l'aereo cubano in realtà si è schiantato su un'isola del golfo del Messico, dove ora si trova anche Aldridge.
Arrivati sull'isola Lincoln e Donovan si fanno strada tra i mercenari di Aldridge e lo trovano in un bunker russo con la testata. Dopo aver intrapreso uno scontro a fuoco contro i mercenari Lincoln distrugge la mitragliatrice di Aldridge e lascia che Donovan parli con lui; Aldridge sostiene che il governo americano sia il vero nemico in quanto ha ingaggiato una guerra contro il Vietnam del Nord, "uccidendo" gli stessi soldati americani. Donovan alla fine gli spara e poi lui e Lincoln tornano a New Bordeaux.

### Segno dei tempi
Mafia III: Segno dei tempi (Sign of the times) è la terza e ultima espansione, pubblicata nel 2017.
Il DLC vede come protagonista ancora una volta Lincoln Clay, che si sta recando al bar di Sammy (bruciato dopo gli eventi del gioco principale) su consiglio di padre James Ballard; appena arrivati però trovano una ragazza di nome Anna McGee fuggire da alcuni individui mascherati, adepti di un culto segreto detto "gli Insanguinati", che venerano il Padre di Sangue (Pere Sanglant) e aspettano la venuta del Beato, la sua incarnazione in forma umana. Dopo aver curato Anna, Lincoln e James vengono a sapere che gli Insanguinati sono guidati da Bonnie Harless, una discendente del generale Braxton Harless, fondatore del culto che avrebbe predetto che il Beato sarebbe stato un suo discendente. Dopo che Bonnie era venuta a conoscenza della triste vita quotidiana di Anna le aveva fatto credere di poterla proteggere per farla entrare nella famiglia siccome aveva capito che non era destinata a diventare la Beata.
Lincoln scopre da Anna che la sede di Bonnie è il Nuit Blanche, club nel quartiere di Downtown. Lincoln si reca al Nuit Blanche e scopre che gli Insanguinati hanno delle sedi in tutta la città, che chiamano "luoghi di oscurità", il cui principale è il Sacriste Sanatorium di New Bordeaux. Lincoln poi scopre che ci sono altri 3 luoghi di oscurità oltre al bar di Sammy: una scuola elementare abbandonata, una vecchia villa e un magazzino per i festeggiamenti del Martedì Grasso. Dopo alcune peripezie Lincoln scopre che la setta classifica la popolazione in due fasce sociali: i "prosperi" (i bianchi) e gli "impuri" (i neri); uno degli obiettivi degli Insanguinati è scacciare gli impuri, quindi questo rende ulteriormente Lincoln un loro bersaglio per via della sua pelle nera. Lincoln scopre poi che Bonnie si trova al teatro dell'opera di New Bordeaux, abbandonato dal 1908, e trova il cadavere del generale Harless e un videoregistratore, con cui vede che Bonnie e il Gran Sacerdote stavano cercando di far diventare Anna la Beata, drogandola con il "Cielo"; il Gran Sacerdote violenta Anna e sorprende Lincoln mentre guarda la scena, ma viene ucciso da Lincoln.
Lincoln poi si reca da James e Anna, la quale prende totalmente coscienza di tutto ciò che è avvenuto e si taglia la gola, sperando che così Bonnie non avrebbe avuto più influenza su di lei. Furioso, Lincoln va al Sacriste Sanatorium e uccide tutti gli adepti fino a Bonnie, la quale cerca di accoltellarlo, ma rimane uccisa da Lincoln con il coltello cerimoniale. Lincoln poi seppellisce Anna assieme alla sua famiglia adottiva e restaura il bar di Sammy nell'Hollow, facendosi aiutare da sua zia Lily, passata a trovarlo.

## Modalità di gioco
Mafia III è un open world nel quale si dovrebbero eliminare tutte le bande consociate alla mafia in tutti i quartieri di New Bordeaux (New Orleans). Il gioco permetterà al giocatore di completare le missioni nel modo a lui più congeniale: ad esempio egli potrebbe distruggere il racket di un quartiere attaccando i criminali oppure fare in modo che il camion con il carico non arrivi o distruggendolo. Si potrebbero interrompere le linee telefoniche nel quartiere rendendo vulnerabili gli informatori che chiamerebbero i rinforzi e così via.

## Personaggi e doppiatori
| Personaggio              | Doppiatore originale    | Doppiatore italiano |
| ------------------------ | ----------------------- | ------------------- |
| Lincoln Clay             | Alex Hernandez          | Andrea Bolognini    |
| John Donovan             | Lane Compton            | Andrea Oldani       |
| Padre James Ballard      | Gordon Greene           | Matteo Zanotti      |
| Vito Scaletta            | Rick Pasqualone         | Lorenzo Scattorin   |
| Cassandra                | Erica Tazel             | Gea Riva            |
| Thomas Burke             | Barry O'Rourke          | Domenico Brioschi   |
| Nicki Burke              | Dana Blasingame         | Alice Bertocchi     |
| Danny Burke              | Jeff Schine             | Jacopo Calatroni    |
| Sammy Robinson           | Leith M. Burke          | Stefano Albertini   |
| Ellis Robinson           | Justice Nnanna          | Alessandro Germano  |
| Salvatore "Sal" Marcano  | Jay Acovone             | Antonello Governale |
| Giorgi Marcano           | Mercer Boffey           | Giorgio Perno       |
| Lou Marcano              | Brad Leland             | Gianni Gaude        |
| Tommy Marcano            | Christopher Corey Smith | Pino Pirovano       |
| Olivia Marcano           | Erin Matthews           | Cristiana Rossi     |
| Ritchie Doucet           | Matt Lowe               | Federico Zanandrea  |
| Enzo Conti               | Matt Gottlieb           | Mario Scarabelli    |
| Tony Derazio             | Gibson Frazier          | Valerio Amoruso     |
| Frank Pagani             | Jack Conley             | Marco Pagani        |
| Roman Barbieri           | Joey Diaz               | Renzo Ferrini       |
| Michael Grecco           | Marrick Smith           | Alessandro Capra    |
| Nino Santangelo          | Jordi Caballero         | Alessandro Lussiana |
| Remy Duvall              | Nolan North             | Gabriele Calindri   |
| Alma Diaz                | Danay García            | Katia Sorrentino    |
| Emmanuel Lazare          | Lyriq Bent              | Edoardo Leomazzi    |
| Jonathan Maguire         | Cully Fredricksen       | Claudio Beccari     |
| Leo Galante              | Frank Ashmore           | Natale Ciravolo     |
| Baka                     | Asante Jones            | Francesco Rizzi     |
| Alvarez                  | Alex Ruiz               | Diego Baldoin       |
| Senatore Walter Jacobs   | Cris D'Annunzio         | Diego Sabre         |
| Senatore Richard Blake   | Gino Scandur            | Claudio Colombo     |
| Charles Laveau           | Dave Fennoy             | Walter Rivetti      |
| Giudice Cornelius Holden | Richard Epcar           | Andrea De Nisco     |
| Stephen Degarmo          | Mattlock Zumsteg        | Federico Viola      |
| Debra Lancaster          | Tara Platt              | Tania De Domenico   |
| Hollis Dupree            | Casey Sander            | Roberto Palermo     |
| Joe                      | Anthony Michael Jones   | Luca Semeraro       |
| Reporter                 | Chris Tardio            | Roberto Accornero   |
| Jesse                    | Jonathan Murphy         | Matteo De Mojana    |